# Hlorciklizin
Hlorciklizin (Diparalen, Mantadil, Pruresidin, Trihistan) je prva generacija antihistamina iz fenilpiperazinske klase. On se prvenstveno koristi za tretiranje simptoma alergije kao što su rinitis, urtikarija, i pruritus, a može se koristiti i kao antiemetik. Osim njegovog antihistaminskog dejstva, hlorciklizin takođe ima antiholinergične, antiserotinergične, i lokalne anestetičke osobine.

## Literatura
- Dorland Staff (2008). Dorland Dictionnaire Medical Bilingue Français-anglais / Anglais-français: + E-book a Telecharger (French Edition). Elsevier (Educa Books).  2-84299-899-5.
- Hall, Judith A.; Morton, Ian (1999). Concise dictionary of pharmacological agents: properties and synonyms. Kluwer Academic.  0-7514-0499-3.
- Triggle, David J. (1996). Dictionary of Pharmacological Agents. Boca Raton: Chapman & Hall/CRC.  0-412-46630-9.
- Swiss Pharmaceutical Society (2000). Index Nominum 2000: International Drug Directory (Book with CD-ROM). Boca Raton: Medpharm Scientific Publishers.  3-88763-075-0.

## Spoljašnje veze
|  | Molimo Vas, obratite pažnju na važno upozorenje u vezi sa temama iz oblasti medicine (zdravlja). |